# Gelanor lanei
Gelanor lanei är en spindelart som beskrevs av Soares 1941. Gelanor lanei ingår i släktet Gelanor och familjen kaparspindlar. Inga underarter finns listade i Catalogue of Life.